# Fejes János (jogász)
Galántai Fejes János (Toporc, 1764. július 2. – 1826. március 16.) megyei törvényszéki ülnök.

## Élete
Fejes György jogász és Görgey Julianna fia volt. Iskoláit Osgyánban és Késmárkon járta, ahol Schulektól az ékesszólást, Podkonitzkytól a bölcseletet és egyéb tudományokat tanulta: innét Pozsonyba ment, ahol Sztrecskó János György volt a tanára; azután Bécsben a jog- és államtudományokban képezte magát, ahol különösen Sonnenfels dicséretét vívta ki. Visszatérvén házájába, Gömör megye aljegyzői hivatalát viselte s a megye levéltárát rendezte; hivataláról azonban 1795-ben leköszönt és május 11. Göttingenbe ment, hol az egyetemen egy évet töltött és 1796-ban hazatért. 1803-ban a kishonti esperesség felügyelőjévé lett. Itt maga köré gyűjtötte az evangélikus papokat és tanítókat; Holkó Mátyás kezdeményezésével és az ő segítségével 1808-ban Kishontban irodalmi társaság alakult, melynek neve: Solemnia bibliotheces ev. senioratus Kishontensis; tagjai 1809-től 1832-ig minden évben, rendesen szeptember 13.-án összejöttek és a gyűlésben irodalmi munkálataikat szlovák, latin, magyar és német nyelven felolvasták; munkálataikat Solemnia memoriae anniversariae bibliothecae Kishontanae ev. A. C. címen kiadták. Fejes elnökölt a gyűléseken, maga is sokat irt és avatott védelmezője volt a szlovák népnek és nyelvnek. A kishonti könyvtárnak több könyvet és éremgyűjteményt hagyományozott.

## Művei
- Supplicia capitalia ab argutiis Andreae Cházár. Kassa, 1802. (2. kiadás. Kassa, 1808.)
- Ueber das Verhältniss der Evangelischen Gemeinen zu ihren Religionslehrern mit Rücksicht auf unsere Zeiten. Ein Gegenstück zu der Schrift: Ueber das Verhältniss der evang. Religions-Lehrer zu ihren Gemeinen. Von Joh. Georg. Schmitz. Pest. 1803. (2. kiadás, Pest, 1804.)
- Bonus patriae civis ad gentium saeculi XIX-mi formatus, quem exemplo spectabilis condam dni Ludovici Kubini de Felső-Kubin… piis manibus die 19. oct. 1806. in sacra evangelicorum Nyustyensium aede parentaret illustravit… defuncti intimus cultor et amicus. Pest, 1806.
- Matrimonia ad vetusti et hujus temporis rationem exegit. Pest, 1806.
- Memoriam Petri Madács med. dris incl. districtus Kishonthensis physici ord. ne occidat, cui aeternitas debeatur posteritati tradere voluit intimus defuncti cultor. Besztercebánya, 1807.
- De lingua, adminiculis et perfectione ejus in genere, et de lingua hungarica in specie. Commentatio historico-politica, placidae Hungarorum ruminationi dicata, dum linguam hungaricam publicam reddere contendunt. Pest, 1807.
- Hat sich das männliche oder weibliche Geschlecht um die Menschheit mehr verdient gemacht? Zum Vortheil des weiblichen beantwortet. Pest, 1808.
- Hlas wolagjcýk sedlákum, o prednostech a nedostatcých stawu tohoto. Pozsony, 1808. (Szózat a parasztokhoz, ezen osztály előnyei s hiányairól.)
- Nezemanum semantsva žadostivým. Vác, 1812. (Nem nemeseknek, kik a nemesség után áhitoznak.)
- De munere advocati ad nutum christianae moralis obeundo. Lőcse, 1809.
- Ueber Recensenten und Recensionen. Kassa, 1809.
- Ueber die Befugniss des Staats die Religionslehrer für die Moralität des Volks verantwortlich zu machen. Pest, 1809.
- Die Familie Malvieux dankbahr geehrt bei ihrem Abschiede von Kleinhonth, von einem Schätzer ihrer Verdienste. Beszterecebánya, 1810. (Névtelenül.)
- Todesfeyer der weyland Hochw. Frau Anna Maria von Okolitsányi, gebornen von Mazáry, Bécs, 1811.
- Die Herrscher als Beyspiel für Unterthanen. Bécs, 1811.
- De populatione in genere et in Hungaria in specie. Pest, 1812.
- Die ungarische Staatsbürgerin; ihre Pflichten und Rechte nach den ungarischen Gezetzen dargestellt. Bécs, 1812.
- De coelibatum libertate, bonis haereditatis acceptis cosmopolitice utendi, nulli legi positivae sed nec ullius juri adversa disseruit et Petro Kubinyi (quod satis) dum novam domum conderet, inscripsit. Buda, 1813.
- Demosthenes in Philippum omnia subjugantem in orationibus olynthiacis et philippicis. Pest, 1814.
- Memoria viri plurimum reverendi Mathiae Schulek, ecclesiae a. c. a. Tiszoltziensis verbi dei ministri meritissimi. Besztercebánya, 1815.
- Ciceronem, de eo philosophantem, quod in ambitu numerum publicorum, pro iis, qui ea consequuntur, honorificum, in medium producit, et Andreae Kubinyi, dum supremam inspectionem districtus Montani capesseret, inscribit. Lőcse, 1815.
- Dem Andenken der weil… Frau Julianna v. Desseöffy gebohrnen v. Kubinyi. Lőcse, 1817.
- Aufruf an das sittsame und männlich Fühlende weibliche Publicum in und ausser Ungarn. Lőcse, 1817.
- Mely kellemetes légyen Magyar ország azon boldogító javak használásában, a melyeket a protrestantismus, maga követőinek készített; kellemetes azon örömre nézve is, a melyre a protestansokat a reformatiónak áldott emlékezte meghívja; 1817. szept. 13.; ugymint a kishonthai biblioteka felállítatásának, esztendőnként előkerülő IX. vígünnepén; s egyszersmind a reformatiónak harmadik saecularis öröm napján, Alsó-Szkálnokon a közgyülekezetben tartatott, és t. nagy-réthi s hernád-kértsi Mazsáry Julianna asszonynak… ajánlott beszéd. Lőcse.
- Aecht weibliche Theilnahme an männlichen Unternehmungen; am Beispiele ungarischer Frauen bei Gründung der evang. Kirche in Ungarn dargestellt… bei Gelegenheit der dritten Saecular-Feier der Reformation, und der neunten Stiftungsfeier der Kleinhonter öffentl. Bibliothek 1817. Lőcse.
- De meritis, quae bibliothecae in reformationem contulerunt, et haec vicissim, illis reddidit, reddiditque, die 13. Sept. 1817. bibliothecae Kishonth. solemniis IX-nis, reformationis vero jubilaeo III-tio: in Alsó-Szkálnok disseruit, et quae dixit Nicolao Okolicsányi de eadem ne amoris honorisque monumentum in bibliotheca deesset. Lőcse, 1818.
- De epistolis, earumque commercio rite instituendo exempla classicorum auctorum recensuit… Lőcse, 1818.
- Piis manibus Adami Podkoniczky. Pest, 1820.

Kéziratban: Philosophisch-moralische Schriften, Pest, 1802.
A Solemnia-ban megjelent cikkei: De divinatione politica, De regeneratione scientifica, Über Klopstock's Messias, Über Bestimmung der Gelehrten, Knika Knęžovska (Papi könyv), a Zeitschrift von und für Ungern-ben (V. 1804. Etwas zur Rechtfertigung des in Ungern üblichen lateinischen Curial Styls) sat.